# Cercle Brugge in het seizoen 2007/08
Hieronder staan de statistieken en wedstrijden van Cercle Brugge in het seizoen 2007-2008.

## Behaalde eindresultaat
- In de Jupiler League eindigde Cercle als vierde, met 60 punten; 7 punten minder dan Club Brugge, dat derde stond, en 17 minder dan de kampioen, Standard Luik. Cercle won 17 wedstrijden, verloor er 8 en speelde 9 keer gelijk. Het scoorde 62 doelpunten, waarmee het de meest doeltreffende ploeg het seizoen was, en kreeg er 33 tegen. De vierde plaats was voor Cercle het beste resultaat sinds de derde plaats in het seizoen 1932/33.
- In de Beker van België raakte Cercle tot in de kwartfinales, waar het uitgeschakeld werd door Standard.

## Spelerskern
| Naam                    | Positie | Nationaliteit            | Rugnummer |
| ----------------------- | ------- | ------------------------ | --------- |
| Rubin Dantschotter      | GK      | Vlag van België          | 1         |
| Bram Verbist            | GK      | Vlag van België          | 25        |
| Wouter Artz             | V       | Vlag van Nederland       | 23        |
| Jimmy De Wulf           | V       | Vlag van België          | 16        |
| Igor Gjuzelov           | V       | Vlag van Noord-Macedonië | 20        |
| Armand "Mahan" Mondakan | V       | Vlag van Ivoorkust       | 11        |
| Anthony Portier         | V       | Vlag van België          | 3         |
| Bram Vandenbussche      | V       | Vlag van België          | 21        |
| Denis Viane             | V       | Vlag van België          | 7         |
| Tom Van Mol             | V       | Vlag van België          | 6         |
| Dwight Wille            | V       | Vlag van België          | 13        |
| Frederik Boi            | M       | Vlag van België          | 12        |
| Honour Gombami          | M       | Vlag van Zimbabwe        | 5         |
| Besnik Hasi             | M       | Vlag van Kosovo          | 4         |
| Vusumuzi "Prince" Nyoni | M       | Vlag van Zimbabwe        | 22        |
| Serhij Serebrennikov    | M       | Vlag van Oekraïne        | 14        |
| Tony Sergeant           | M       | Vlag van België          | 17        |
| Obidiah Tarumbwa        | M       | Vlag van Zimbabwe        | 8         |
| Stijn De Smet           | A       | Vlag van België          | 19        |
| Tom De Sutter           | A       | Vlag van België          | 10        |
| Osahon Eboigbe          | A       | Vlag van Nigeria         | 15        |
| Oleg Iachtchouk         | A       | Vlag van Oekraïne        | 9         |
| Kristof Snelders        | A       | Vlag van België          | 18        |

### Uitgeleende spelers
| Naam              | Positie | Nationaliteit                  | Rugnummer        |
| ----------------- | ------- | ------------------------------ | ---------------- |
| Milenko Milosevic | M       | Vlag van Bosnië en Herzegovina | KV Oostende      |
| Slobodan Slovic   | M       | Vlag van Servië                | Royal Antwerp FC |

## Transfers
IN :
- Dwight Wille (terug van Blackburn Rovers na uitleenbeurt)
- Armand 'Mahan' Mondakan (SK Beveren)
- Besnik Hasi (KSC Lokeren)
- Oleg Iachtchouk (Ergotelis FC Iraklion)
- Kristof Snelders (Lierse SK)
- Bram Verbist ( VC Eendracht Aalst 2002 via KVK Tienen)
- Osahon Eboigbe (geleend van Blackburn Rovers)
- Glen De Boeck (trainer, RSC Anderlecht)
- Danny Vandevelde (keepertrainer, AA Gent)
- Tony Sergeant (geleend van AS Bari)
- Obidiah Tarumbwa (Highlanders FC)

UIT :
- Franky Vandendriessche (Excelsior Moeskroen)
- Dieter Wittesaele (AA Gent)
- Christophe Grondin (AA Gent)
- Aleksandar Mutavdžić (AA Gent)
- Tony Kane (terug naar Blackburn Rovers na uitleenbeurt)
- Jan Masureel (KV Oostende)
- Ewout Denys (KMSK Deinze, uitleenbeurt)
- Matthias Feys (Racing Waregem)
- Harm van Veldhoven (trainer, GBA)
- Franky Mestdagh (keepertrainer, stopt)
- Milenko Milosevic (KV Oostende, uitgeleend na de winterstop)
- Slobodan Slovic (Royal Antwerp FC, uitgeleend na de winterstop)

## Technische staf

### Trainersstaf
- Glen De Boeck (Technisch directeur)
- Ronny Desmedt (Assistent-trainer)
- Eddy Van de Ven (Assistent-trainer)
- Wim Langenbick (Physical trainer)
- Danny Vandevelde (Keepertrainer)

### Medische staf
- Albert Van Osselaer(kine)
- Geert Leys (kine)

### Omkadering
- Yves Perquy (hoofdafgevaardige)
- Johan Mestdagh (materiaalmeester en afgevaardigde)

## Programma
| datum    | competitie       | thuisploeg            | bezoekers           | score | doelpunten Cercle                                 |
| -------- | ---------------- | --------------------- | ------------------- | ----- | ------------------------------------------------- |
| 29/06/07 | Oefenwedstrijd   | Stormvogels Koekelare | Cercle Brugge       | 0-2   | Catteeuw en owngoal van Koekelare                 |
| 01/07/07 | Oefenwedstrijd   | KSK Steenbrugge       | Cercle Brugge       | 0-3   | Serrebrenikov, Nyoni en Gombami                   |
| 04/07/07 | Oefenwedstrijd   | KSV Diksmuide         | Cercle Brugge       | 1-8   | De Sutter, Gombami (2), De Smet (4) en Traoré     |
| 18/07/07 | Oefenwedstrijd   | Cercle Brugge         | Excelsior Moeskroen | 3-2   | Serebrennikov (2) en Boi                          |
| 21/07/07 | Oefenwedstrijd   | Racing Waregem        | Cercle Brugge       | 0-2   | Hasi en Boi                                       |
| 25/07/07 | Oefenwedstrijd   | Red Star Waasland     | Cercle Brugge       | 1-1   | De Smet                                           |
| 29/07/07 | Oefenwedstrijd   | Cercle Brugge         | Al-Zamalek          | 1-2   | Snelders                                          |
| 29/07/07 | Oefenwedstrijd   | Cercle Brugge         | Fortuna Sittard     | 1-2   | Reuse                                             |
| 30/07/07 | Oefenwedstrijd   | Cercle Brugge         | Amiens SC           | 0-1   |                                                   |
| 04/08/07 | Jupiler League   | RC Genk               | Cercle Brugge       | 3-1   | De Smet                                           |
| 11/08/07 | Jupiler League   | Cercle Brugge         | Zulte-Waregem       | 2-0   | Gombami en Serebrennikov                          |
| 19/08/07 | Jupiler League   | Standard Luik         | Cercle Brugge       | 4-1   | Iachtchouk (noot: Verbist stopte nog een penalty) |
| 25/08/07 | Jupiler League   | Cercle Brugge         | FCV Dender EH       | 3-0   | Snelders, De Sutter en Iachtchouk                 |
| 01/09/07 | Jupiler League   | Cercle Brugge         | AA Gent             | 4-1   | Iachtchouk (2), Gombami en De Smet                |
| 15/09/07 | Jupiler League   | KSV Roeselare         | Cercle Brugge       | 0-2   | Gombami (2)                                       |
| 22/09/07 | Jupiler League   | Cercle Brugge         | Germinal Beerschot  | 1-1   | Portier                                           |
| 29/09/07 | Jupiler League   | KVC Westerlo          | Cercle Brugge       | 1-1   | De Sutter                                         |
| 06/10/07 | Jupiler League   | Cercle Brugge         | Sint-Truidense VV   | 5-1   | De Smet (2), Serebrennikov (2) en Gombami         |
| 20/10/07 | Jupiler League   | KV Mechelen           | Cercle Brugge       | 0-4   | De Sutter (2), Iachtchouk en Portier              |
| 27/10/07 | Jupiler League   | Cercle Brugge         | RSC Anderlecht      | 0-0   | /                                                 |
| 03/11/07 | Jupiler League   | RAEC Mons             | Cercle Brugge       | 0-2   | Gombami en Snelders                               |
| 10/11/07 | Jupiler League   | Cercle Brugge         | Club Brugge         | 1-2   | De Sutter                                         |
| 26/11/07 | Beker van België | KV Mechelen           | Cercle Brugge       | 2-4   | De Sutter (4)                                     |
| 01/12/07 | Jupiler League   | KSC Lokeren OV        | Cercle Brugge       | 1-1   | Serebrennikov                                     |
| 08/12/07 | Jupiler League   | Cercle Brugge         | Excelsior Moeskroen | 3-0   | Gombami, Iachtchouk en De Sutter                  |
| 15/12/07 | Jupiler League   | FC Brussels           | Cercle Brugge       | 1-4   | De Sutter, Iachtchouk, Boi en Snelders            |
| 22/12/07 | Jupiler League   | Cercle Brugge         | SC Charleroi        | 3-1   | Iachtchouk, De Sutter en Gombami                  |
| 08/01/08 | Oefenwedstrijd   | Cercle Brugge         | Roda JC             | 1-2   | Serebrennikov                                     |
| 14/01/08 | Beker van België | Cercle Brugge         | Club Brugge         | 1-0   | De Sutter                                         |
| 20/01/08 | Jupiler League   | Cercle Brugge         | RC Genk             | 5-1   | De Sutter (2), Iachtchouk en De Smet (2)          |
| 26/01/08 | Jupiler League   | Zulte-Waregem         | Cercle Brugge       | 0-3   | Portier, Iachtchouk en Serebrennikov              |
| 30/01/08 | Beker van België | Cercle Brugge         | Standard Luik       | 4-1   | Nyoni, Fred (own), Snelders en De Sutter          |
| 03/02/08 | Jupiler League   | Cercle Brugge         | Standard Luik       | 0-0   | /                                                 |
| 09/02/08 | Jupiler League   | FCV Dender EH         | Cercle Brugge       | 2-4   | Nyoni, Snelders, Serebrennikov en De Smet         |
| 16/02/08 | Jupiler League   | AA Gent               | Cercle Brugge       | 3-2   | De Smet en Snelders                               |
| 23/02/08 | Jupiler League   | Cercle Brugge         | KSV Roeselare       | 0-0   | /                                                 |
| 27/02/08 | Beker van België | Standard Luik         | Cercle Brugge       | 4-0   | /                                                 |
| 01/03/08 | Jupiler League   | Germinal Beerschot    | Cercle Brugge       | 3-0   | /                                                 |
| 08/03/08 | Jupiler League   | Cercle Brugge         | VC Westerlo         | 1-0   | Sergeant                                          |
| 15/03/08 | Jupiler League   | Sint-Truidense VV     | Cercle Brugge       | 0-0   | /                                                 |
| 22/03/08 | Jupiler League   | Cercle Brugge         | KV Mechelen         | 2-0   | Sergeant en Gombami                               |
| 29/03/08 | Jupiler League   | RSC Anderlecht        | Cercle Brugge       | 3-1   | Sergeant                                          |
| 05/04/08 | Jupiler League   | Cercle Brugge         | RAEC Mons           | 0-0   | /                                                 |
| 12/04/08 | Jupiler League   | Club Brugge           | Cercle Brugge       | 1-0   | /                                                 |
| 19/04/08 | Jupiler League   | Cercle Brugge         | KSC Lokeren OV      | 3-2   | De Smet, Sergeant en Boi                          |
| 26/04/08 | Jupiler League   | Excelsior Moeskroen   | Cercle Brugge       | 1-0   | /                                                 |
| 03/05/08 | Jupiler League   | Cercle Brugge         | FC Brussels         | 0-0   | /                                                 |
| 10/05/08 | Jupiler League   | SC Charleroi          | Cercle Brugge       | 1-3   | De Smet, Vandenbussche en Snelders                |

## Topscorers
| Scorer               | Goals |
| -------------------- | ----- |
| Stijn De Smet        | 10    |
| Tom De Sutter        | 10    |
| Oleg Iachtchouk      | 10    |
| Honour Gombami       | 9     |
| Serhij Serebrennikov | 6     |